# Phoronida
O filo Phoronida (do grego phoronis, na mitologia o epíteto de Io, transformada numa novilha branca) é constituído por metazoários que apresentam como características principais:
- 1. Lofoforados triméricos, enterocélicos modificados, vermiformes
- 2. Corpo dividido em um protocele (epistoma) tipo aba, mesocele dotado de lofóforo, e metacele (tronco) alongado, cada um com um celoma associado
- 3. Intestino em forma de U, ânus próximo à boca
- 4. Um par de metanefrídios na metacele
- 5. Sistema circulatório fechado
- 6. Gonocorísticos ou hermafroditas, com desenvolvimento misto ou indireto
- 7. Marinhos, bentônicos, tubícolas

As espécies ocorrem em diversos biótopos: os adultos no bentos costeiro e as larvas no plâncton.. A larva, denominada actinotrocha, é do tipo trocófora, livre-natante, que se metamorfoseia no adulto. O comprimento do adulto varia de 6 a 250mm (Forneris, 1987).

## Descrição

### Estrutura Corporal
Os Phoronidas adultos apresentam um comprimento de 2 a 25 centímetros (cm) e cerca de 1,5 milimetros (mm) de largura, porém alguns podem chegar a 50 centímetros de comprimentos. A parede corporal não apresenta cutículas em sua estrutura mas sim tubos rígidos que secretam quitina, semelhante ao material que forma um exoesqueleto, que muitas vezes é reforçado com outros materias e até mesmo detritos. Vivem dentro de "tubos", onde quando se sente ameaçado comprime seu corpo em até 20% por cento do seu tamanho máximo.
Para a alimentação e a respiração os Phoronidas apresentam os lofóforos ("coroa" de tentáculos). Em pequenas espécies a "coroa" é um simples círculo, em espécies de médio porte é dobrado em forma de ferradura com tentáculos nos lados externo e interno, e nas espécies maiores as extremidades da ferradura são em espirais complexas. Estas formas mais complexas aumentam a superfície de contato, logo, aumentam a respiração e a alimentação. A boca é localizada no interior da "coroa"de tentáculos e o estômago é executado a partir da boca e logo depois vem o intestino e por último o ânus.
O corpo é dividido em celomas e compartimentos forrados por mesotélios, que são partições que correm todo o corpo. A boca apresenta um epistome, que ajuda no fechamento e na abertura da boca.

### Reprodução
O filo pode apresentar tanto reprodução sexuada como assexuada. Na reprodução sexuada, a fecundação é externa e os gametas são liberados na água através dos nefrídeos. E a reprodução assexuada pode ser por brotamento ou fissão transversal. Na reprodução por brotamento, nasce uma protuberância no metazoário que depois se desprende dele e passa a ter vida própria. Já na reprodução por fissão transversal quando um Phoronida é cortado as partes resultantes irão formar outro metazoário. Os metazoários desse filo podem ser monóiocos, dióicos ou hermafroditas. Apresentam clivagem radial e um par de metanefrídios.

### Circulação
Apresentam um sistema circulatório com vasos aferentes e eferentes. Esses vasos são opostos e geralmente compartilham aberturas nos tentáculos lofoforais. Nesse filo é possível observar animais que apresentam sangue com hemoglobina, onde o sangue circula primeiro nos vasos e depois a circulação se torna aberta e o sangue circula primeiro nos vasos dorsais e depois nos vasos laterais.

### Digestão
São animais filtradores, que captam plâncton e detritos. Com a movimentação dos tentáculos as partículas de alimentam grudam neles e são levados a boca, logo depois ao estômago, que apresenta forma em U. A digestão é extracelular e ocorre dentro do estômago e do esôfago.

### Excreção
O material depois de passar pela digestão fica em forma de cristais e é excretado pelos nefridiopóros.

### Sistema Nervoso
Apresenta um sistema nervoso intra-epidérmico, com anel nervoso na base do lofóforo. Apresentam também nervos motores para os músculos longitudinais e neurônios sensoriais, que ficam localizados entre a epiderme e os feixes musculares.

## Ecologia
São encontrados em quase todos os oceanos e mares do mundo e podem ser encontrados tanto na zona intertidal como a 400 metros (m) de profundidade. Alguns ocorrem separadamente, em tubos verticais embutidos em sedimentos macios, como areia, lama ou cascalho fino. Outros formam uma massa de emaranhados de muitos indivíduos enterrados ou incrustantes em rochas e conchas. Em alguns habitats as populações de phoronida podem chegar a dezenas de milhares de indivíduos por metro quadrado. As larvas estão familiarizadas entre o plâncton e algumas vezes são responsáveis por uma boa parte da biomassa de zooplâncton existem em um lugar.
Alguns Phronidas fazem furos nas paredes das anêmonas e usam como base para a construção do seu próprio tubo. Uma anêmona pode abrigar até 100 phoronidas. 
Esses animais apresentam predadores não muito bem conhecidos, que incluem peixes, gastrópodes e nematóides.